# Ex Stazione di Toscano
La stazione di Toscano è stata una fermata ferroviaria posta sulla linea Metaponto-Reggio di Calabria.
La stazione era posta sulla Strada Statale 106, ed è stata dismessa negli anni '90, serviva la località di Toscano, frazione del comune soppresso di Rossano, oggi parte del comune Corigliano-Rossano.
La nuova fermata, sempre nella medesima frazione, è stata istituita dal lato opposto in corrispondenza di un ex casello ferroviario posto in linea qualche decina di metri più a nord. È stata istituita negli anni 2000 con l'apertura del parco acquatico "Acquapark Odissea 2000" ed a servizio dello stesso.
La fermata viene effettuata soltanto nel periodo estivo, relativo dell'apertura del parco acquatico.

## Movimento

### Trasporto regionale
La stazione è servita da treni Regionali che collegano Toscano (nel periodo estivo) con:
- Sibari
- Catanzaro Lido
- Crotone
- Lamezia Terme Centrale (via Catanzaro Lido)

I treni del trasporto regionale vengono effettuati con ALn 663, ALn 668 in singolo e doppio elemento, vengono anche utilizzati i treni ATR.220 Swing.